# Glochidion palauense
Glochidion palauense là một loài thực vật có hoa trong họ Diệp hạ châu. Loài này được Hosok. mô tả khoa học đầu tiên năm 1935.